# 松光正文
松光 正文（まつひかり まさふみ、1943年4月11日-没年不明）は、茨城県日立市出身で若松部屋に所属した元大相撲力士。本名は黒澤 政文（くろさわ まさふみ）。172cm、111kg。最高位は東十両10枚目。得意技は左四つ、押し。

## 経歴
日立市立多賀中学校ではサッカー部に所属して主将を務めたが、相撲も好きだったのでどちらを取るか考えた結果、相撲を取り、自分で部屋に手紙を書いて入門を願った。当初は同郷の大関・大内山がいる時津風部屋に入門しようと考えたが、大部屋であったので自分の実力でやっていけるか不安だったので、小さくても関取がいる若松部屋なら活躍できるだろうと踏んで入門を決意した。
1959年5月場所に初土俵、1964年5月場所に十両昇進。新十両の場所は9勝6敗と勝ち越したが、4場所で幕下に陥落した。1965年9月場所、「松輝 峰郎（まつひかり みねお）」の四股名で再十両を果たすも、4勝11敗と大きく負け越し、再び幕下陥落。その後も幕下で相撲を取り続けたが、1966年9月場所に23歳で廃業した。

## 主な成績
- 通算成績：184勝171敗 勝率.518
- 十両成績：30勝45敗 勝率.400
- 現役在位：45場所
- 十両在位：5場所

### 場所別成績
| | 一月場所 初場所（東京） | 三月場所 春場所（大阪） | 五月場所 夏場所（東京） | 七月場所 名古屋場所（愛知） | 九月場所 秋場所（東京） | 十一月場所 九州場所（福岡） |
| --- | ----------------------- | ----------------------- | ----------------------- | --------------------------- | ----------------------- | --------------------------- |
| 1959年 （昭和34年） | x                       | x                       | （前相撲）              | 西序ノ口30枚目 5–3          | 西序二段126枚目 6–2     | 東序二段60枚目 4–4          |
| 1960年 （昭和35年） | 西序二段59枚目 4–4      | 東序二段37枚目 6–2      | 東三段目97枚目 4–4      | 東三段目95枚目 2–5          | 東序二段8枚目 4–3       | 西三段目87枚目 5–2          |
| 1961年 （昭和36年） | 東三段目56枚目 5–2      | 西三段目17枚目 3–4      | 東三段目26枚目 6–1      | 東幕下80枚目 3–4            | 東幕下85枚目 3–4        | 西幕下94枚目 4–3            |
| 1962年 （昭和37年） | 西幕下84枚目 2–5        | 西三段目4枚目 6–1       | 東幕下64枚目 5–2        | 西幕下44枚目 4–3            | 西幕下38枚目 4–3        | 西幕下32枚目 4–3            |
| 1963年 （昭和38年） | 西幕下28枚目 3–4        | 西幕下31枚目 2–5        | 東幕下43枚目 3–4        | 東幕下46枚目 5–2            | 西幕下30枚目 5–2        | 西幕下20枚目 5–2            |
| 1964年 （昭和39年） | 東幕下7枚目 4–3         | 西幕下3枚目 5–3         | 西十両18枚目 9–6        | 西十両14枚目 7–8            | 東十両15枚目 8–7        | 東十両10枚目 2–13           |
| 1965年 （昭和40年） | 東幕下3枚目 2–5         | 東幕下12枚目 3–4        | 西幕下16枚目 4–3        | 西幕下13枚目 7–0            | 西十両15枚目 4–11       | 西幕下8枚目 2–5             |
| 1966年 （昭和41年） | 西幕下18枚目 2–5        | 西幕下29枚目 4–3        | 西幕下26枚目 1–6        | 西幕下53枚目 6–1            | 西幕下25枚目 引退 2–5–0 | x                           |
| 各欄の数字は、「勝ち-負け-休場」を示す。 優勝 引退 休場 十両 幕下 三賞：敢=敢闘賞、殊=殊勲賞、技=技能賞 その他：★=金星 番付階級：幕内 - 十両 - 幕下 - 三段目 - 序二段 - 序ノ口 幕内序列：横綱 - 大関 - 関脇 - 小結 - 前頭（「#数字」は各位内の序列） |                         |                         |                         |                             |                         |                             |

## 改名歴
- 黒沢 正文（くろさわ まさふみ）1959年5月場所 - 1961年9月場所
- 松光 正文（まつひかり まさふみ）1961年11月場所 - 1965年7月場所
- 松輝 峰郎（まつひかり みねお）1965年9月場所 - 1966年9月場所